# Андре, Кристиан
Кристиан Андре (фр. Christian André; род. 14 августа 1950, Ла-Трините (Мартиника), Мартиника) — французский футболист мартиникского происхождения, игравший на позиции нападающего.

## Карьера
Кристиан Андре, родившийся на острове Мартиника, в 1972 году стал футболистом французского клуба «Пари Сен-Жермен» наряду с Жаком Лапостом, который как и Андре являлся уроженцем мартиникского города Ла-Трините. «Пари Сен-Жермен» же тогда был переведён в Дивизион 3 из-за разделения клуба на собственно «Пари Сен-Жермен» и «Париж». В свой первый сезон в ПСЖ Андре сумел быстро зарекомендовать себя в качестве ключевого игрока команды Робера Вико, получив прозвище «Чёрная пантера». Он забил 21 гол в 30 матчах Дивизиона 3, что помогло парижскому клубу выйти в Дивизион 2. Андре стал лучшим бомбардиром ПСЖ в сезоне 1972/1973.
Во втором своём сезоне за клуб Андре забил 14 голов во всех соревнованиях, а ПСЖ на этот раз добился выхода в Дивизион 1. Андре провёл несколько матчей в главной французской лиге, но затем стал игроком запаса, уступив своё место в основе Мустафе Дахлебу и Франсуа М’Пеле.
В сезоне 1974/1975 Андре получил травму связок колена. В январе 1975 года он был отдан в аренду парижскому «Ред Стару», вернувшись оттуда спустя 18 месяцев. Не сумев зарекомендовать себя в ПСЖ, Андре в 1977 году подписал контракт с клубом «Безье». Проведя там один сезон, он в 1978 году перешёл в «Монпелье». Спустя год Андре завершил свою профессиональную карьеру футболиста.

## После футбола
После завершения карьеры футболиста Андре некоторое время занимался тренерской работой на Мартинике, а затем вернулся в Париж, где в 2003 году тренировал молодых игроков в Ганьи. Затем он работал специалистом по уходу за футбольными полями на территории Парижа. Покинув Париж, Андре проживал в Провансе и на Корсике.